# Хети
Хе́ти (грец. Χετταΐοι, івр. חתי) — народ, який населяв з кінця III—початку ІІ-го тис. до н. е. до кінця VIII ст. до н. е. центральну частину Малої Азії. Деякі науковці вважають, що хети переселилися до Малої Азії через Кавказ або через Балканський півострів, інші — що хети належали до давнього населення Малої Азії. Розмовляли хети хетською мовою.

## Історія
Згідно з деякими гіпотезами, предки хетів прибули в Малу Азію наприкінці ІІІ тисячоліття до н. е. з Причорноморських степів, транзитом через Балкани. Самі себе ці народи називали неши, канеши та луви, а нову назву «хети» вони отримали від автентичного народу хаттів, який був ними завойований і згодом асимільований. При цьому, неши та канеши зайняли Центральну Каппадокію на північ від Таврського хребта, а луви (які відомі також як лувійці), пройшли крізь гори і розселилися у нинішній Кілікії, там, де нині міста Адана, Мерсін тощо.[джерело?]
Між ІІІ і II тисячоліттями до н. е. хети перебували на стадії розкладу родового ладу. Основним їхнім заняттям було скотарство, значна увага приділялась садівництву та виноробству.
За царя Анітти (близько XVIII ст. до н. е.), який завоював міста Неса і Хаттуса, почалось об'єднання областей Анатолії.
Остаточно держава хетів склалася за Лабарни I (1680–1650 до н. е.), коли їхні володіння досягли узбережжя Чорного моря.
Заснування Хеттського царства зазвичай приписують або Лабарні І, або Хаттусілі І у XVII столітті до н. е., царство проіснувало до 1190 року до н. е., хоча після розпаду царства виникла низка так званих сиро-хеттських держав в Анатолії та північній Сирії.
За правління Мурсілі I (1620–1590 до н. е.) військова могутність досягла найбільшого піднесення. У 1595 до н. е. хети захопили і пограбували Вавилон. Після смерті Мурсілі I протягом 100 років у державі точилася міжусобна боротьба.
У XVI ст. до н. е. було складено хетські закони.
У XIV — на початку XII ст. до н. е. на чолі хетської держави були хурити. Цар Суппілуліума I (початок XIV ст. до н. е.) підкорив державу Мітанні й зробив своїм васалом Угарит.
З кінця XIV ст. до н. е. держава хетів і Стародавній Єгипет почали боротьбу за владу в Передній Азії. За договором 1280 до н. е. вони поділили між собою Сирію і Фінікію.
Наприкінці XIII — на початку XII ст. до н. е. проти держави хетів виступила коаліція держав (Аххіява, Арцава тощо).
Переселення на схід «народів моря» (ахейці, филистимляни й ін.) стало поштовхом до падіння держави хетів.
Наприкінці XII ст. до н. е. цар Ассирії Тіглатпаласар I підкорив державу хетів. Хетські князівства лувійців, відомі як сіро-хети, збереглися до кінця VIII століття до н. е. і були остаточно поглинуті Ассирією. Хети та лувійці розчинилися пізніше серед фрігійців, хурритів і арамеїв, та стали одними з предків вірменського народу.

## Культура хетів

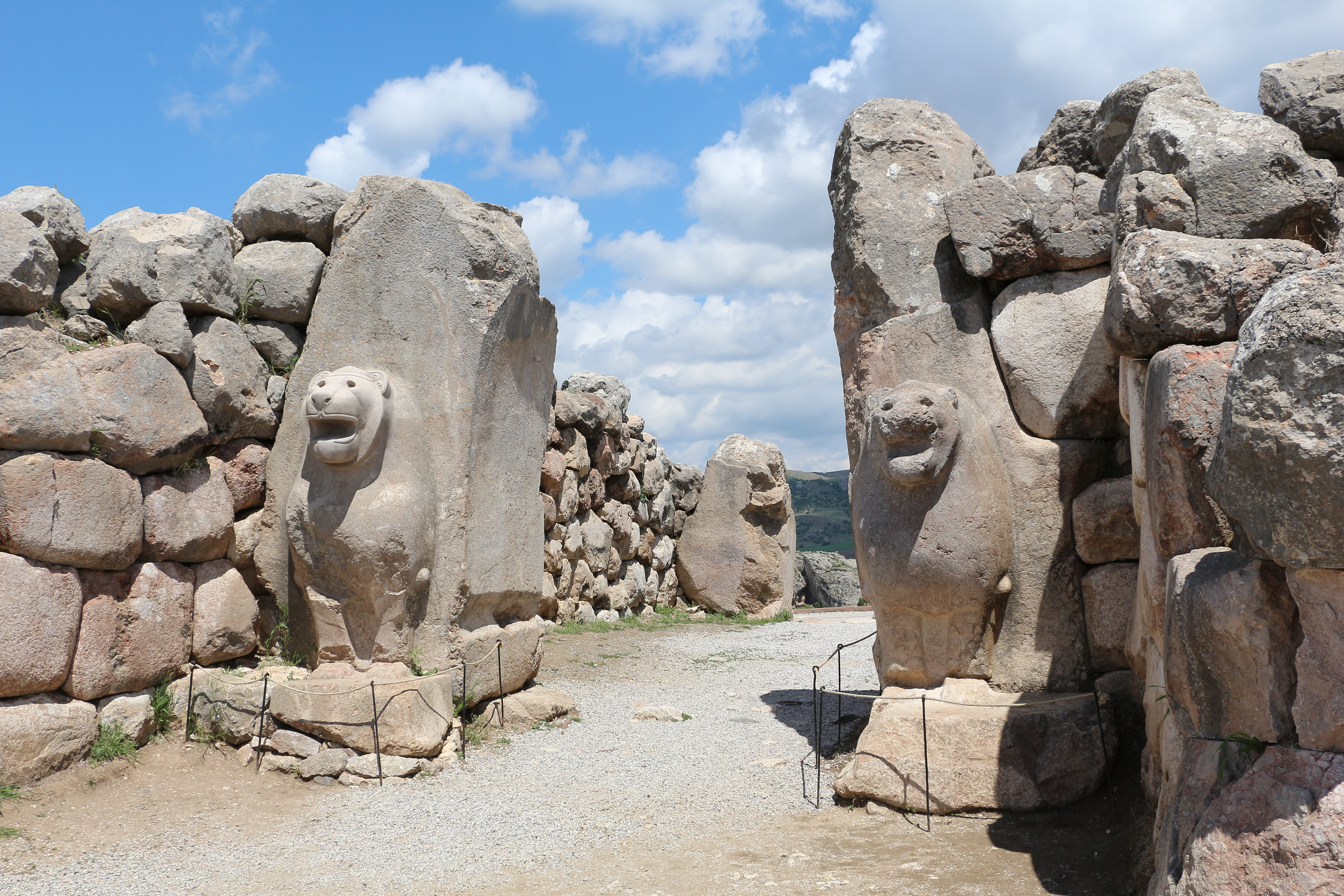
Хаттуса. Левові ворота

Мистецтво хетів пов'язане з художніми традиціями країн Малої Азії. До протохетського періоду належать золоті, бронзові й мідні штандарти-емблеми, статуетки з зображеннями тварин (2-а половина 3-го тис. до н. е.), монохромна і поліхромна кераміка.
У II-му тисячолітті до н. е. на мистецтво хетів вплинули давньоєгипетська та шумеро-вавилонська культури. Будинки оздоблювали рельєфами. Розвинулася й кругла скульптура (зображення левів, сфінксів на будинках у Хаттусасі, XV–XII ст. до н. е. тощо).
У середині IX–VI ст. до н. е. пізньохетське мистецтво втрачає своєрідність.
Культура поліетнічного хетського суспільства була синтезом прадавніх місцевих (протохетських) і пізніших, привнесених мігрантами-індоаріями, компонентів. Вона зазнала впливу культурних традицій єгиптян, вавилонців, а також хурритів, які населяли області Північної Месопотамії та Північної Сирії.
Повсякденне життя рільників Стародавньої Анатолії було схожим на життя інших близькосхідних народів та сучасної людності Туреччини.
Міста в Анатолії були невеличкими, забудовувалися з урахуванням складного рельєфу місцевості одно- чи кількаповерховими будинками, мали, по можливості, прямі, засипані великим гравієм вулиці, дренажну систему й каналізацію. Житла будувалися кількох типів. Найчастіше житло складалося з кількох приміщень, розташованих навколо внутрішнього дворика; зводилося з цегли-сирцю на кам'яному фундаменті чи без нього, а в лісистих місцевостях — із дерева. Вікна (немає впевненості, що вони взагалі існували) були невеличкі й прорубувались у верхній частині стін. Покрівлю робили плескатою зі сплетеного та обмазаного глиною гілля. Клали її на дерев'яні крокви. Меблями не зловживали — працювали, їли та спали прямо на підлозі. Іноді люди жили в одному приміщенні з домашньою худобою.
Харчувалися анатолійці в давнину переважно хлібом, сиром, молоком, медом, кашами та м'ясними чи овочевими супами. Їжу запивали вином, пивом.

## Управління
Наявні хеттські письмові документи, які є повністю продуктом державної бюрократії, свідчать про те, що, як і її сусіди, хеттська держава мала високоцентралізоване управління. Цар та королівська родина були в центрі великого чиновництва, про яке хеттські джерела наводять сотні різних титулів та професій.
Адміністративні записи велися клинописом, який, мабуть, був знову введений до центральної Анатолії через писарів, привезених із Сирії за часів правління найдавніших хеттських царів. Отже, ранні записи держави велися аккадською мовою. Ймовірно, саме за правління царя Телепіну (бл. 1500 до н. е.) клинопис був адаптований для хеттської мови та став адміністративною мовою держави. Ступінь використання адміністрацією місцевого ієрогліфічного письма, яке зустрічається переважно на печатках та монументальних кам'яних написах, залишається невідомим.
До періоду імперії хеттські володіння складалися з трьох регіонів. У центрі знаходився Хатті, центральноанатолійський регіон, зі столицею Хаттуса. Хатті оточували території, перетворені на удільні царства, якими правили пов'язані з королівською родиною правителі, у своїх центрах таких, як Каркемиш, Тархунтасса, Ісува та Туманна. У зовнішньому колі розташовувалися внутрішньо незалежні васальні царства, такі як ті, що знаходилися в західній Анатолії та північній Сирії. Деякі удільні царі діяли як хеттські намісники, щоб керувати діяльністю васальних королівств на своїх відповідних територіях, зокрема царі Каркемішу, які відігравали важливу роль у Сирії.
Центральна територія була поділена на менші адміністративні одиниці, що складалися з провінцій, прикордонних округів та міст. Деякі з цих одиниць були великими провінціями, такими як Верхня земля та Нижня земля, які більш-менш охоплювали дві половини центральної Анатолії, тоді як існували менші прикордонні округи під управлінням прикордонних губернаторів. Міські адміністратори також мали певні незалежні обов'язки. Детальні тексти інструкцій показують, що всі територіальні губернатори мали широкий спектр обов'язків і були безпосередньо підзвітні царю.
До найвищих посадовців адміністрації належали так звані «Великі люди» та «Лорди», які були військовими командирами та керівниками різних установ. Як і губернатори провінцій, майже всі ці посадовці були членами розширеної королівської родини. Багато високих посад не мали спеціалізації, а їхні обов'язки могли варіюватися від військових, культових та адміністративних. Однак щоденна діяльність держави значною мірою перебувала в руках чиновників нижчого рівня. Ключову роль відігравали писарі, багато з яких були членами відомих родин. Будівлі, що служили канцелярією адміністрації, також використовувалися для навчання писарів та як місця для архівів.
Державні «палаци» в різних містах Анатолії, окрім того, що служили царськими резиденціями, функціонували як адміністративні центри. Поряд із сотнями інших урядових структур, таких як «будинки печаток», комори та зерносховища, а також установами державного культу (храми, святилища), вони були частиною великої мережі, яка сприяла збору та розподілу ресурсів і управлінню послугами.
Часто, всі вільні чоловіки мали податкові (у вигляді сільськогосподарської продукції) та трудові (працюючи на громадських будівельних проектах або як фермери/пастухи на царських землях) зобов'язання. Держава також мала рабську робочу силу і часто поповнювала її військовополоненими, а також цивільними полоненими, переміщеними із завойованих земель. Додатковими джерелами багатства були цінні товари та худоба, захоплені під час війни, а також данина, зібрана з васалів.
Державні службовці отримували пайки та товари, а деякі вищі чиновники навіть отримували частку данини. Численні документи про земельні надання свідчать про те, що багато високопосадовців та чиновників нижчого рангу жили за рахунок доходів від державних маєтків. Цар міг дарувати великі ділянки землі – разом з майном та домогосподарством людей, які на ній жили – своїм чиновникам, які, у свою чергу, відповідали за збір податків та трудових повинностей, пов'язаних з населенням цих земель. Хоча такі надання називалися «дарами», а нащадки одержувача отримували права спадкування, цар все ще мав право повернути їх у будь-який час.

## Одяг
Повсякденним вбранням хетам служила схожа на сорочку туніка з довгими рукавами й без пояса. На свята вони вдягали хурритську сорочку — довшу й розкішнішу туніку, прикрашену вишивкою та металевими аплікаціями. Воїни носили легку туніку й щось на зразок шотландської спідниці, цар і жерці — довгу хламиду чи плащ, а на голову вдягали круглу шапку чи просто пов'язку. Іноді цар красувався у високій конічній шапці, що символізувала його божественне походження. Жінки куталися з голови до п'ят у плащ, під яким носили легку туніку. Цариця вдягала довгу туніку, що стягувалася вишитим поясом, та високий головний убір. І чоловічі, і жіночі вбрання скріплювалися на плечах бронзовими шпильками.
Хети, як правило, носили довге волосся на голові, часом заплітаючи його в косу. Чоловіки голились. Чоловіки та жінки носили прикраси — сережки, браслети, намиста, каблучки, печатки, підвіски (мабуть, як амулети) у вигляді сонячного диска, місячного серпа, зображень тварин.

## Релігія
Важливу роль у суспільному житті хетів відігравали релігійно-міфологічні уявлення: не випадково сакральні функції хетського царя вважалися вагомішими за військові. Повсякденне життя населення країни Хатті було наповнене всілякими ритуальними діями та магією. Здійснення основних ритуалів покладалося на храмових жерців. У ритуалах брали участь також царедворці, а найповажніші ритуали були прерогативою царя й цариці (передовсім, новорічний ритуал). Оскільки населення пов'язувало свій добробут із благополуччям царської родини, то в державі практикувалися особливі обряди «оновлення» царствених осіб (у царське вбрання наряджали полонених чи статую). Ритуали й обряди неодмінно супроводжувалися пожертвами, іноді навіть людськими (приносили в жертву військовополонених).
Характерно, що у велелюдному хетському пантеоні було мало власне хетських (індоєвропейських) богів, а більше — хаттійських. У XIII ст. до н. е. столичне хетське жрецтво, хоч як це дивно, запозичило хурритський пантеон (гадають, що тут не обійшлося без впливу на релігійне життя держави цариці Пудухепі — хурритянки).
Найбільше вшановували хети бога грози й війни Хатті та його хурритського колегу Тешуба (останнього зображували з сокирою та символічною блискавкою в руках). Столичним культом була дружина Хатті — богиня сонця Арінна (поряд із нею існувало й чоловіче божество сонця). Арінна вважалася покровителькою Хетської держави й царської влади. Особливою популярністю у хетів користувався також бог родючості Телепін, разюче схожий на єгипетського Озіріса та месопотамського Думузі. Ці та деякі інші анатолійські боги набули загальнодержавного значення. Поряд із ними існували й місцеві культи. Велику роль у країні відігравали також культи священних тварин і птахів — бика, лева тощо.
Боги хетського пантеону (майже в кожного з них існував у країні свій релігійний центр) були здебільшого антропоморфними, проте існували й зооморфні небожителі (наприклад, бога грози іноді зображували у вигляді бика чи гори). Характерно, що хети запросто приписували своїм богам і богиням аморальні вчинки.
Можновладці відводили релігії в Хетському царстві державницьку функцію. Так, царя після смерті проголошували «богом», у зв'язку з чим було розроблено складний ритуал його поховання. Не менш урочистими виглядали й похорони цариці. Зокрема, їхні тіла спалювали на вогні, поливаючи при цьому вином і пивом, потім обгорілі останки на певний час занурювали в посудину з маслом і лише після цього їх загортали в тканину й поміщали в «кам'яний дім» — царський мавзолей.
Від вавилонських знавців окультних наук хети запозичили ремесло ворожіння (найчастіше по нутрощах тварини). Складовою частиною релігійного мислення сільських жителів Анатолії залишалася первісна магія, до якої зверталися по допомогу в тих випадках, «коли побоювалися, що бога не було на місці, й він міг не почути молитви».
Синтезованою і синкретизованою була й хетська міфологія, яку правильніше було б назвати хето-хурритською. Вона успадкувала архаїчні передньоазійські міфологічні уявлення. Дослідники зазначають, що в ній були присутні «одвічні анатолійські міфи хуррито-месопотамсько-сирійського ареалу». Наявність у хетській міфології іноземних, передовсім вавилонських, елементів, на думку вчених, була наслідком домінування в політичному й культурному житті Хетської держави, в період між Стародавнім і Новим царством, хурритів, «пройнятих вавилонськими традиціями».
Серед хетських міфів можна виділити міф про Уллікуммі, який розповідає про суперництво між старшим і молодшим поколіннями богів, міф про вбивство дракона Іллуянкі — типовий новорічний міф у фольклорі багатьох народів світу, міф про вже згадуваного бога родючості Телепіна, який майже дублює сюжет про перебування в царстві мертвих вавилонського бога Таммуза, та угаритський міф про зникнення Баала. Зберігся також цікавий міфологічний сюжет про місяць, що впав із неба (його оповідали в сильну грозу).

## Писемність
Писали хети здебільшого клинописом, монументальні ж наскельні написи й написи на печатках виконували ієрогліфікою, яку винайшли, найімовірніше, самі, і яка налічувала понад 400 знаків. Характерно, що ієрогліфічні рядки читалися по черзі справа наліво і зліва направо. На вигляд хетське ієрогліфічне письмо, яке проіснувало після загибелі Хетського царства ще принаймні чотири століття, грубе й незграбне, особливо якщо порівняти його з граціозними єгипетськими ієрогліфічними знаками, зате воно краще зберегло схожість із зображуваними предметами.
У зв'язку з поширенням у Хетській державі іноземних мов було складено тримовні, шумеро-вавилоно-хетські, словники.

## Скульптура
Хети забагато приділяли уваги військовому ремеслу, щоб кохатися в мистецтві, їх іноді називають народом, «позбавленим елегантності». Фахівці запевняють, що хетське мистецтво розчаровує, особливо якщо згадати, що його розквіт припав на добу створення єгиптянами вишуканого амарнського стилю. У творах хетських скульпторів «мало фантазії, витонченості, натхненного таланту чи технічної досконалості, сама груба сила, яка відразу ж відчувається і в масивних настінних рельєфах, і у виробах малих форм». Однак навіть скептики визнають, що окремі пам'ятки хетського мистецтва виконані високопрофесійно, і що загалом хетське мистецтво — оригінальне й самобутнє, хоч у ньому й відчуваються сильні іноземні впливи, передусім хурритський і вавилонський.
У мистецтві хетів склався канон — художник зображував навколишній світ не таким, яким він його бачив, а таким, яким його уявляв, точніше — найслушнішим у даній ситуації. Так, у чоловічій фігурі голова й ступні ніг зображувались у профіль, плечі та груди — анфас.
Хети розвивали кераміку — розписну й «гладку», за способом обробки поверхні, дрібну бронзову пластику (статуетки богів виходили умовними й повторювали фігури в наскельних рельєфах). Найбільш помітним явищем у хетському мистецтві все ж був кам'яний рельєф, який найкраще втілював ідеологію Хетської держави й у якому, до речі, так і не склався єдиний канон. Хетський рельєф плаский, у ньому відсутні навіть спроби передати тримірність зображення. Композиції рельєфів на скелях і приставних кам'яних плитах прості, чіткі, ретельно продумані, в них витримано принцип ізокефалії (рівноголов'я фігур). Найцікавішими є рельєфи храму Язиликаю. Вони, поза сумнівом, справляли глибоке враження на відвідувачів.
Стосовно хетської архітектури, то їй притаманні простота форм, монументальність, злитість із довколишнім скельним рельєфом.